# 達特·陳
達特·P·陳（英語：Dat P. Tran） 是一名美國公務員，曾擔任美國退伍軍人事務部企業整合辦公室的首席副助理部長，並於2021年1月20日至2月9日擔任美國退伍軍人事務部代理部長。

## 早年
達特·陳生於越南。他的家人定居在俄亥俄州，畢業於俄亥俄州立大學，獲得工業系統工程學位。